# The Box (gruppo musicale)
I The Box sono stati un gruppo musicale inglese formatosi nel 1981.
Nacquero dalle ceneri dei Clock DVA, dopo il primo scioglimento di questi ultimi e comprendevano i membri non originali della formazione di Sheffield: Paul Widger, Charlie Collins e Roger Quail a cui si unì il bassista Terry Todd. Prima di scegliere Peter Hope come cantante, si alternarono in quel ruolo diversi personaggi inclusi Ken Bingley e Stephen Mallinder dei Cabaret Voltaire. The Box furono i primi a firmare per l'allora neonata etichetta Go! Discs.  
Il gruppo non raggiunse mai grandi livelli di popolarità, e dopo due album passò ad incidere per l'etichetta Doublevision dei Cabaret Voltaire, fino al successivo scioglimento.
Peter Hope ha all'attivo molte collaborazioni con Richard H. Kirk, mentre Charlie Collins è attivo nella scena free-jazz inglese.

## Discografia
- The Box – EP (1983)
- Secrets Out (1983)
- Great Moments In Big Slam  (1984)
- Muscle In – EP (1984)
- Muscle Out – Live (1985)
- The Box @ Doublevision – Raccolta (2014)